# CLAMP
Pour les articles homonymes, voir Clamp (homonymie).
CLAMP (クランプ, Kuranpu) est un collectif d'autrices, mangaka. Leurs mangas sont en général des shōjo manga, mais elles se sont essayées, depuis 2001 au seinen et au shōnen publiés entre autres dans Young Magazine au Japon.

## Composition du collectif
Créé à la fin des années 1980, le collectif CLAMP comprenait initialement plus d'une dizaine de membres. Sa composition évolue ensuite, et le nombre de membres se réduit. CLAMP est composé depuis fin 1990 de quatre autrices, :
- Nanase Ōkawa (大川 七瀬, Ōkawa Nanase?), anciennement Ageha Ōkawa (大川 緋芭, Ōkawa Ageha?), née le 2 mai 1967) est la leader et porte-parole du groupe[1],[3]. Elle s'occupe des scénarios[1], définit les grands traits des personnages et le nombre de pages nécessaires pour développer l'intrigue ;
- Mokona (もこな?), anciennement, Mokona Apapa (あぱぱ もこな, Apapa Mokona?), née le 16 juin 1968) est la dessinatrice principale sur la majorité des séries[1] ;
- Tsubaki Nekoi (猫井 椿, Nekoi Tsubaki?), anciennement Mick Nekoi (猫井 みっく, Nekoi Mikku?), née le 21 janvier 1969) est une autre dessinatrice[1], spécialisée dans les SD (Super Deformed : les fameuses petites caricatures des personnages), et auteur des mini-journaux présents à la fin de certains mangas (RG Veda, Clamp School Detectives, etc.). Elle est la dessinatrice principale de certaines séries (Celui que j'aime, Wish, J'aime ce que j'aime et Lawful Drug) ;
- Satsuki Igarashi (いがらし 寒月, Igarashi Satsuki?, anciennement 五十嵐 さつき), née le 8 février 1969, s'occupe des trames et du design des livres reliés[1],[3]. Elle est aussi éditorialiste dans le magazine Newtype de Kadokawa Shoten.

## Historique
Dans les années 1980, une équipe de onze ou douze amies lycéennes, inscrites au même cours de dessin, s'amusent à des créations communes. Enchaînant d'abord les dōjinshi et autres histoires courtes, souvent des parodies, elles finissent par créer leurs propres histoires en 1989 avec Derayd - Moon of boundary balance, un manga fantastique inspiré d'une œuvre de science-fiction télévisuelle dessinée par Akimaya Tamayo, assistée de Mokona, Nekoi Tsubaki, Nanao Sei, Igarashi Satsuki et Sei Leeza. Peu de temps après, en 1990, commence la publication de la série shōjo manga RG Veda, créée par 7 membres et prépubliée dans un magazine, South n°3. C'est un succès.
À la charnière des années 1990, Mokona élabore le concept de la future œuvre culte Tōkyō Babylon et s'affirme comme la dessinatrice principale du groupe.
En 1991, des 7 membres durant RG Veda, le groupe passe à 4, et c'est le studio CLAMP tel qu'on le connaît aujourd'hui.
Par la suite, ce studio multiplie les créations et réalise certaines des œuvres les plus populaires des mangas des années 1990. Leur créativité et leur capacité à multiplier des succès dans des genres différents, fait qualifier ce collectif féminin, dans un article du Los Angeles Times de « Steven Spielberg du manga ».

## Caractéristiques de leurs créations
CLAMP donne dans tous les genres, que ce soit le manga pour enfants, jeunes filles, adolescents et même adultes,. Les styles de représentation visuelle sont également très variés. Yuko, la sorcière sensuelle de xxxHOLIC, semble sortie d'une gravure sur bois. Kamui, le héros androgyne dans X, demande conseil à la princesse Hinoto, dont la chevelure s'enroule dans des tourbillons Art nouveau évoquant les affiches d'Alphonse Mucha et les papiers à cigarettes JOB. Le manga Cardcaptor Sakura se distingue par la simplicité des traits, loin de l'univers visuel de xxxHOLIC, etc..
Bien que les genres se diversifient, de la simple romance à la fantasy coréenne et chinoise en passant par la critique sociale,, leurs thématiques restent centrées sur le développement des personnages de façon constante :
- Chaque personne vit sa vie à sa façon et les notions de bien et de mal sont trop simplistes pour les juger (du moins le bien et le mal ne suivent pas du tout la tradition manichéenne courante). Elle n’agit que pour son intérêt et essaie d’exaucer ses rêves.
- Un autre thème récurrent est celui du destin : notre avenir est-il écrit d'avance[1] ?
- Les personnages ont généralement des personnalités à multiples facettes. Tout cela avec un vaste échantillon de personnages très travaillés : certains d'entre eux entretenant des relations complexes, voire proche de l'homosexualité (Toya-Yukito dans Cardcaptor Sakura, Seishiro-Subaru dans X, etc.), et d’autres aux allures androgynes (Ashura dans RG Veda, Ruby Moon dans Cardcaptor Sakura, Kamui dans X, etc.).

De plus, les CLAMP adorent créer des passerelles entre leurs différents récits et croiser leurs personnages d'une histoire à l'autre .

## Publications

### Manga
- 1990-1996 : RG Veda, aussi appelé Seiden (10 tomes, Tonkam, 1re édition)
- 1990 : Le Voleur aux cent visages (2 tomes, Pika Édition, 1re édition)
- 1990 : Tenku Senki Shurato Original Memory : Dreamer (non traduit, 23 pages)
- 1990 : Koi wa Tenka no Mawarimono (non traduit, 44 pages)
- 1991 : Shirahime Syo, aussi appelé Yukionna Shō (one-shot, Glénat)
- 1991-1994 : Tōkyō Babylon (7 tomes, Tonkam, 1re édition)
- 1992-1993 : Clamp School Detectives (3 tomes, Pika Édition, 1re édition)
- 1992 : Shin Shunkaden (one-shot, Glénat)
- 1992 : Hagunsei Senki (non traduit, 4 chapitres, inachevé)
- 1992-1993 : Dukalyon (2 tomes, Pika Édition, 1re édition)
- 1992-en cours : X (1992-1995/1997-2003 puis 5 chapitres non publiés en 2006-en cours) (18 tomes, Tonkam, 1re édition stoppée)
- 1994 : Hidarite (non traduit, 16 pages)
- 1994 : Sōryūden Gaiden : Suito no Dragon (non traduit, 3 chapitres, inachevé)
- 1994-1996 : Magic Knight Rayearth (6 tomes, Pika Édition, 1re édition)
- 1995 : Miyuki-chan in the Wonderland (Miyuki au pays des merveilles, one-shot, Tonkam)
- 1995 : Celui que j'aime (one-shot, Tonkam)
- 1996-1998 : Wish (4 tomes, Tonkam, 1re édition)
- 1996-2000 : Card Captor Sakura (12 tomes, Pika Édition, 1re édition)
- 1997 : Trèfle (4 tomes, Pika Édition, 1re édition, série stoppée)
- 1999-2000 : J'aime ce que j'aime (3 tomes, Pika Édition, 1re édition)
- 1999-2001 : Angelic Layer (5 tomes, Pika Édition, 1re édition)
- 2000-2003 : Lawful Drug (3 tomes, Tonkam, 1re édition)
- 2001-2002 : Chobits (8 tomes, Pika Édition, 1re édition)
- 2002 : Murikuri (court one-shot, 15 pages)
- 2003-2009 : Tsubasa－RESERVoir CHRoNiCLE－ (28 tomes, Pika Édition, 1re édition)
- 2003-2011 : xxxHOLiC (19 tomes, Pika Édition, 1re édition)
- 2007-2011 : Kobato (6 tomes, Pika Édition, 1re édition)
- 2010-en cours : Gate 7 (4 tomes, Kazé, 1re édition, en pause)
- 2011-en cours : Drug and Drop (suite de Lawful Drug, 2 tomes, Kazé, 1re édition)
- 2013-en cours : xxxHOLiC Rei (suite de xxxHolic, 4 tomes, Pika Édition, en cours)
- 2014-2016 : Tsubasa World Chronicle Nirai kanai-hen (3 tomes, Pika Édition, 1re édition)
- 2016-2023 : Cardcaptor Sakura: Clear Card

### Romans
- 1996 : Yumegari (non traduit, un chapitre de roman, inachevé)
- 2009 : Shimarisu no Hoobukuro (recueil des articles de Satsuki Igarashi publiés dans le Newtype, one shot)

### Dōjinshi
Recueils édités de façon amatrice :
- 1988-1990 : Shōten (7 tomes)
- 1989 : Pride (one shot, uniquement des travaux de Sei Leeza)
- 1991 : Shinkyoku Divina Commedia in Devilman (one shot)
- 2002 : Tōkyō Tower Kankeisha Kakui (4 pages)
- 2003 : Murikuri Holic (2 pages)

### CLAMP Anthology
Série de douze magazines contenant trois figurines de jeu d'échecs de l'univers de CLAMP sortie à l'occasion des 15 ans du groupe.

## Produits dérivés
CLAMP in 3D Land : série de coffrets contenant chacun des statuettes représentant les personnages emblématiques de Clamp (2006-2008).

## Collaborations

### Manga
- 1993 : Rex: A Dinosaur Story : one shot, adaptation en manga du film homonyme de Hata Masanori.
- 2017 : HiGH & LOW : one shot, adaptation en manga des livres.

### Design de personnages d'anime
- Sweet Valerian : Cette série télévisée de 26 épisodes d'une durée variant d'une à trois minutes a été réalisée en 2004. Le studio Clamp qui a été chargé du design des personnages principaux et l'animation a été réalisée par le studio Madhouse. L'histoire est celle de trois jeunes filles qui se transforment en lapins et souris pour sauver les habitants de leur ville changés en monstres par des extra-terrestres.
- Code Geass : Lelouch of the rebellion (Version anime) : Clamp signe en 2006 le design et le concept graphique d'une série de méchas pour 50 épisodes, spécialité de la société de production d'animé : Sunrise
- Mouryou no hako : Clamp signe en 2008 le design des personnages de cet anime de 13 épisodes de 25 minutes adapté d'un manga lui-même adapté d'un roman
- Blood-C : Clamp signe en 2011 le design des personnages et le scénario de cette série de 12 épisodes inspiré de la série animée BLOOD+/
- Blood-C The Last Dark : Sortit en 2012 ce film reprend la suite de l'histoire de Saya

### Illustrations
- Dragon Brothers : (1993-?) Scénario d'Yoshiki Tanaka et illustrations de CLAMP. 1 tome (édition HACHETTE, 2007) et 13 au Japon.
- Night Head : (1993-1994) 2 tomes de ce roman d'Ida Jōji ont été illustrés par le studio Clamp.
- Kamigami no Utatane : Nouvelle de Atsuko Asano, illustrée par Clamp (1 tome en 2009) édité dans Animedia magazine
- The witch's mansion : 6 livres pour enfants écrit par Yoko Tsukumo illustrée par Clamp (en cours)

### Autre
- Tekken 6 : Clamp crée le design pour l'un des costumes de Jin Kazama[8].
- GACKT : En 2012, Clamp crée le design des costumes de cette pièce de théâtre.

## Œuvres d'anciens membres
- Derayd (1989) 1 tome, manga d'Akiyama Tamayo d'après une idée originale d'Ōkawa.
- Cluster (1990-en cours) 6 tomes, manga d'Akiyama Tamayo.
- Combination (1990-2004) 6 tomes, manga de Sei Leeza d'après une idée originale d'Ōkawa.